# Florian Lobeck

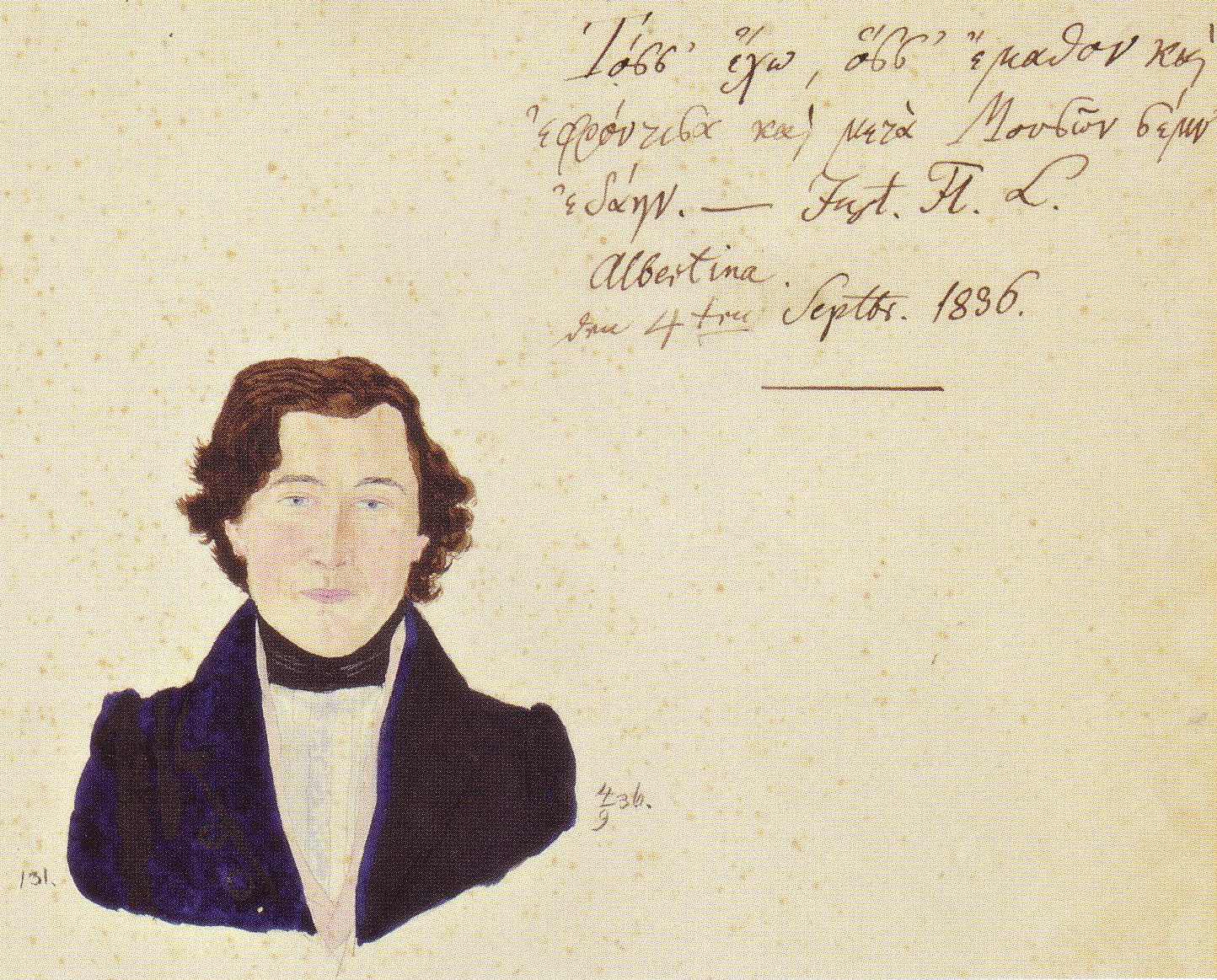
Wilhelm Schmiedeberg: Justus Florian Lobeck (1836)

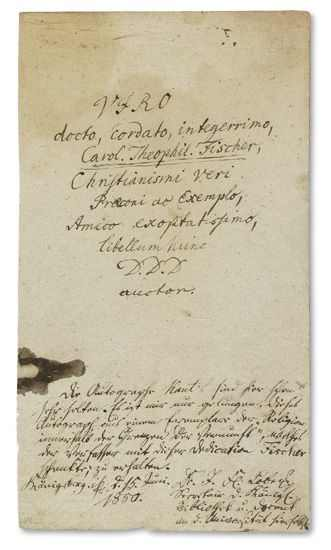
Echtheitszeugnis Lobecks unter einer Widmung Kants

Justus Florian Lobeck (* 16. Januar 1816 in Profen, Landkreis Zeitz, Provinz Sachsen; † 18. August 1869  in Santiago de Chile) war ein deutscher Philologe und Bibliothekar.

## Leben
Lobeck besuchte das Königliche Stiftsgymnasium Zeitz. Ostern 1835 machte er das Abitur. Er immatrikulierte sich an der Albertus-Universität Königsberg und studierte Altphilologie. 1838 vertraute ihm sein älterer Vetter und Förderer Christian August Lobeck die Korrektur der von Friedrich Reinhold Dietz nachgelassenen Ausgabe der Fragmente De arte obstetricia morbisque mulierum quae supersunt des Soranos von Ephesos an, die er mit rühmlichstem Fleiße besorgte. 1839 wurde er zum Dr. phil. promoviert. Seit 1844 habilitiert, war er Amanuensis der Königlichen Bibliothek zu Königsberg.
1846 gehörte Lobeck mit Julius Rupp zu den Gründungsmitgliedern der Freien Evangelischen Gemeinde in Königsberg. Nach der gescheiterten Deutschen Revolution 1848/49 wurden die beiden Privatdozenten der Krone Preußen missliebig. „Sich über Recht und Gesetz hinwegsetzend“, entließ sie der preußische Kultusminister Karl Otto von Raumer im Jahr 1852. Lobeck
emigrierte wie viele Deutsche in den frühen 1850er Jahren mit seiner Frau Minna geb. Schneider nach Chile. In Osorno entstand 1854 die erste deutsche Schule. 1857 und 1858 folgten zwei weitere in Valparaíso und Valdivia. Im Umbruch von alten auf moderne Sprachen wurde Lobeck Professor für Gräzistik und Latein am Instituto Nacional, der schon damals führenden Schule des Landes in Santiago de Chile.
1866 gewann er die Universidad de Chile und die chilenische Regierung, der Universitätsbibliothek Königsberg 65 in Chile erschienene Werke zu schenken – eine reichhaltige, wohl in ihrer Art in Deutschland einzig dastehende Sammlung. Im selben Jahr kandidierte er zur Wahl des Rektors, erhielt aber nur zwei Stimmen. Auch als Stellvertreter wurde er nicht gewählt.
1869 starben der 53-jährige Lobeck und seine Frau kurz nacheinander. Sie hinterließen die vierjährige Tochter Elvira, die später einen Böhlendorff heiratete.

## Werke
- Herausgeber – Friedrich Reinhold Dietz: Sorani Ephesii de Arte obstetricia morbisque mulierum quae supersunt. Ex apographo Friderici Reinholdi Dietz nuper fato perfuncti primum edita. 1838[12]
- Quaestionum Ionicarum Liber: Quo novam Hippocratis editionem indicit. 1850 (GoogleBooks)
- Beiträge zur Kenntnis des Dialekts des Hippokrates. 1853 (GoogleBooks)
- Historiae litterarum Romanarum brevis enarratio (GoogleBooks)
- Festrede, gehaltem im Deutschen Verein zu Santiago de Chile am 15. Aug. 1868, Helfmann, Valpareiso 1869
- Progymnasmata latina: Coleccion de ejercicios latinos i castellanos, destinada a los alumnos de la segunda clase de humanidades del Instituto nacional i colejios de la República de Chile. Santiago: Imprenta chilena, 1862 (Digitalisat)